# Sadengkolot
Sadengkolot is een bestuurslaag in het regentschap Bogor van de provincie West-Java, Indonesië. Sadengkolot telt 11.853 inwoners (volkstelling 2010).